# Гамбіт Руссо
Гамбі́т Руссо́ — шаховий дебют. Виникає після ходів: 1. e4 e5 2. Кf3 Кc6 3. Сc4 f5. Запропонований американцем Еженом Руссо в партії проти Пола Морфі 28 жовтня 1849 року в Новому Орлеані.

## Історія
Цей гамбіт запропонував американський шахіст французького походження Ежен Руссо в партії проти 12-річного шахового вундеркінда Пола Морфі 28 жовтня 1849 року в Новому Орлеані.
Як зазначив Яків Нейштадт у своїй книзі «Некоронованные чемпионы», це була «…Невдала спроба зі зміною кольорів отримати позицію віденської партії або відмовленого королівського гамбіту. Ослаблення чорними діагоналі a2—g8 разом із відставанням у розвитку стають вирішальними.» Морфі відповів 4. d2-d3, хоча активнішим є 4. d2-d4, як він зіграв згодом 1859 року в Лондоні в сеансі одночасної гри всліпу. Закінчивши розвиток, білі можуть заатакувати пункт f7. Зрештою, чорні (Руссо) програли, а для відомого в майбутньому Пола Морфі ця гра стала першою опублікованою партією.